# Damschroder Rock
Damschroder Rock är en kulle i Antarktis. Den ligger i Västantarktis. Argentina, Chile och Storbritannien gör anspråk på området. Toppen på Damschroder Rock är 1 595 meter över havet, eller 130 meter över den omgivande terrängen. Bredden vid basen är 1,6 km.
Terrängen runt Damschroder Rock är platt åt sydväst, men åt nordost är den kuperad. Trakten är obefolkad. Det finns inga samhällen i närheten.